# Ragnar Jändel

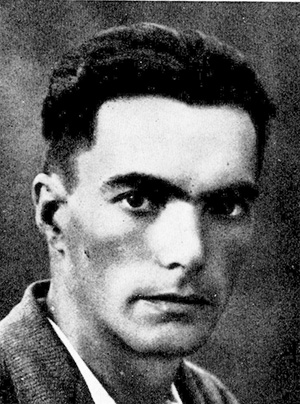
Ragnar Jändel

Ragnar Jändel (* 13. April 1895 auf Jämjö; † 6. Mai 1939 in Ronneby) war ein schwedischer Schriftsteller und Lyriker.

## Biografie
Ragnar Jändel war der Sohn des Malers August Jändel und seiner Ehefrau Kristina Jonasdotter und wuchs zusammen mit vier Geschwistern in ärmlichen Verhältnissen in der südschwedischen Ortschaft Jämjö auf. Während des Ersten Weltkriegs besuchte er die Brunnsvik-Volkshochschule (1915–1917), unter anderem mit Dan Andersson und Harry Blomberg, die gute Freunde Jändels wurden.
Wie viele junge Dichter dieser Zeit begann er seine schriftstellerische Karriere als Autor der arbeitenden Klasse. Von der Presse und der dogmatischen Linken wurde er zunächst ignoriert, nicht zuletzt wegen des religiösen Tons in seinen Werken. Jändels Stil ging später in eine idylisierende Naturlyrik über. Sein Werk umfasst Gedichte, Romane und Essays. Einen besonderen Platz nimmt seine Betrachtung der Pflanzenwelt „Blommor“ von 1937 ein.
Ragnar Jändel war zweimal verheiratet und hatte einen Sohn aus erster Ehe.

## Varia

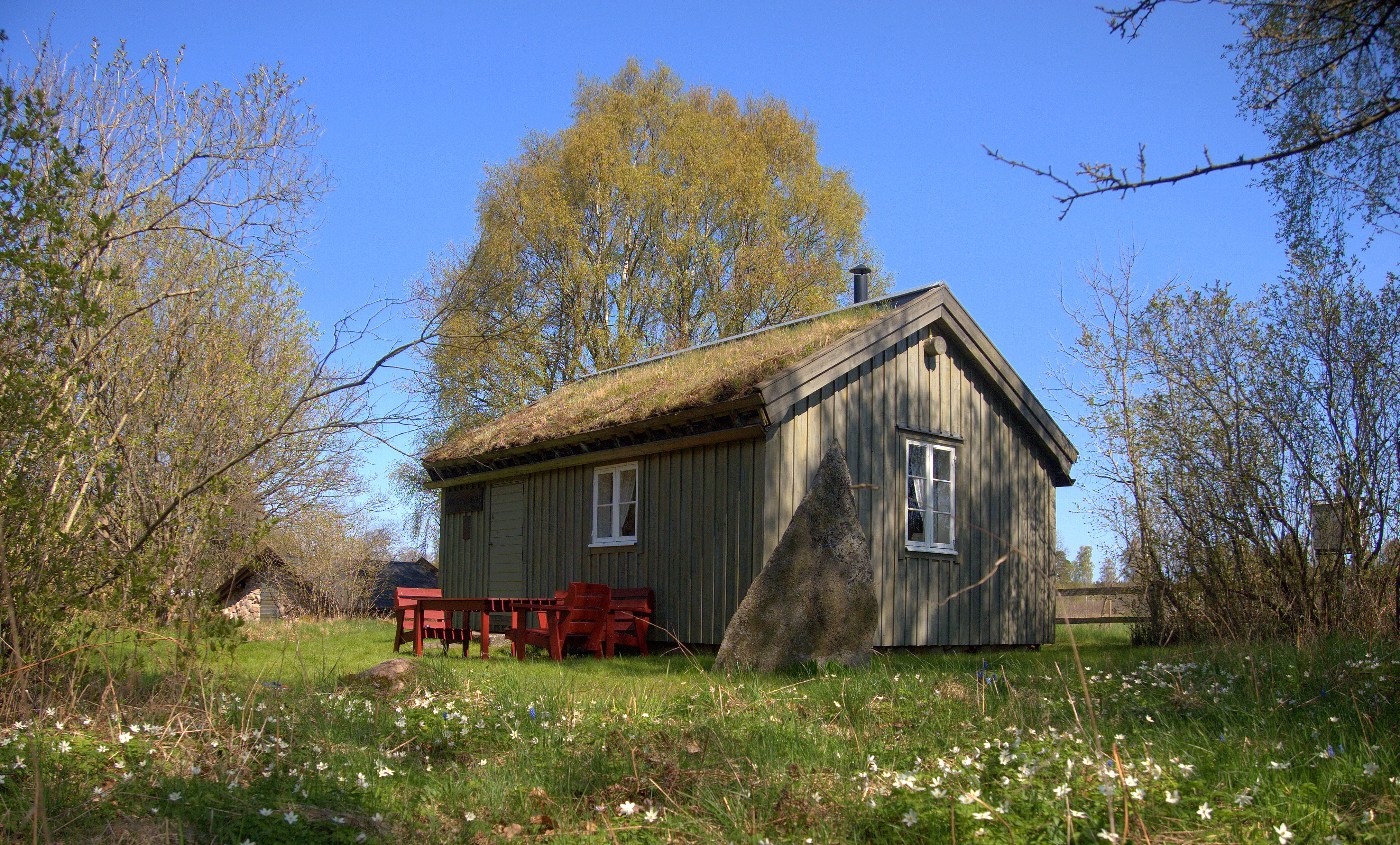
Ragnar Jändels rekonstruiertes Geburtshaus auf Jämjö (Rekonstruktion durch die Jändelgesellschaft Jämjö).

Seit 1982 vertont Björn Wikholm eine Reihe von Jändels Gedichten, darunter „Ungdom“ und „Lärkan“.
In seinem Geburtsort Jämjö wurde eine Schule nach Ragnar Jändel benannt. 
1993 wurde an der Stelle des mittlerweile verfallenen Geburtshauses von Ragnar Jändel eine Rekonstruktion des Gebäudes erstellt.

## Werke
- Till kärleken och hatet (1917)
- De tappra (1918)
- Under vårstjärnor (1920)
- Sånger och hymner (1921)
- Vägledare (1921)
- Havets klockor (1923)
- Det stilla året (1923)
- Den trånga porten (1924) (självbiografi)
- Heden och havet (1925)
- Släkt och bygd (1926)
- Franciscus med pilbåge (1927)
- Kämpande tro (1928)
- Advent (1929)
- Vårt rike (1931)
- Malört (1933)
- Barndomstid (1936) (självbiografi)
- Blommor (1937)
- Stenarna blomma (1938)
- Poesi och prosa, efterlämnat (1944)